# Filo da sutura

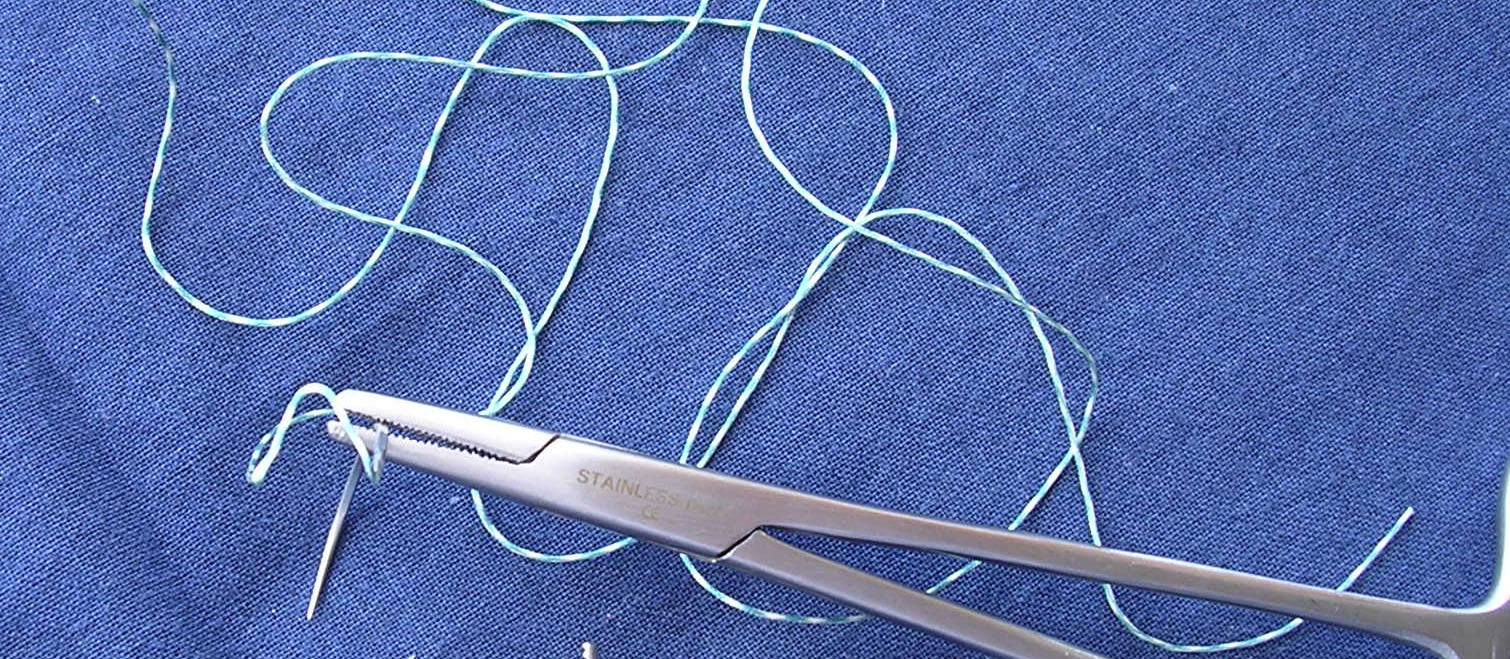
Filo da sutura con ago atraumatico montato su porta-aghi

Per filo da sutura si intende un filamento utilizzato in chirurgia per la sutura dei tessuti.

## Generalità
I fili chirurgici possono essere distinti in base alla: 
- natura: animale, vegetale o sintetica
- tecnica con cui vengono fabbricati: monofilamento o multifilamento; intrecciati o ritorti; rivestiti o non rivestiti.
- capacità di rimanere integri nel tempo (fili non assorbibili) o di consumarsi nell'arco di qualche settimana o di qualche mese (fili assorbibili).

Ai fili di sutura si richiedono determinate qualità: 
- Robustezza e resistenza alla trazione. Dipende dal calibro e dal materiale.
- Regolarità del calibro e scorrevolezza. È massima nei monofilamenti. Può essere ottenuta anche nei fili intrecciati rivestendoli di una guaina.
- Maneggevolezza e scarsa memoria (ricordo delle angolazioni dovute alla piegatura del filo nella confezione). Il lino o la seta hanno queste qualità che mancano invece nei fili di acciaio.
- Tenuta del nodo. Particolarmente richiesta in chirurgia è una caratteristica legata alla flessibilità ed elasticità del filamento.
- Inerzia rispetto ai tessuti. Anche questa qualità che esprime la incapacità di determinare reazioni infiammatorie da corpo estraneo nei tessuti biologici con cui il filo viene a contatto è di grande importanza. Massima nell'acciaio e in alcuni materiali sintetici di ultima generazione manca in altri, usati nel passato, come il lino e la seta, che per essere molto irritanti sono stati abbandonati.
- Scarsa capillarità, intesa come impermeabilità alla penetrazione dei liquidi biologici o dei microrganismi. I monofilamenti mancano di capillarità che, viceversa, è alta nei polifilamenti non rivestiti da guaina.

## Fili assorbibili

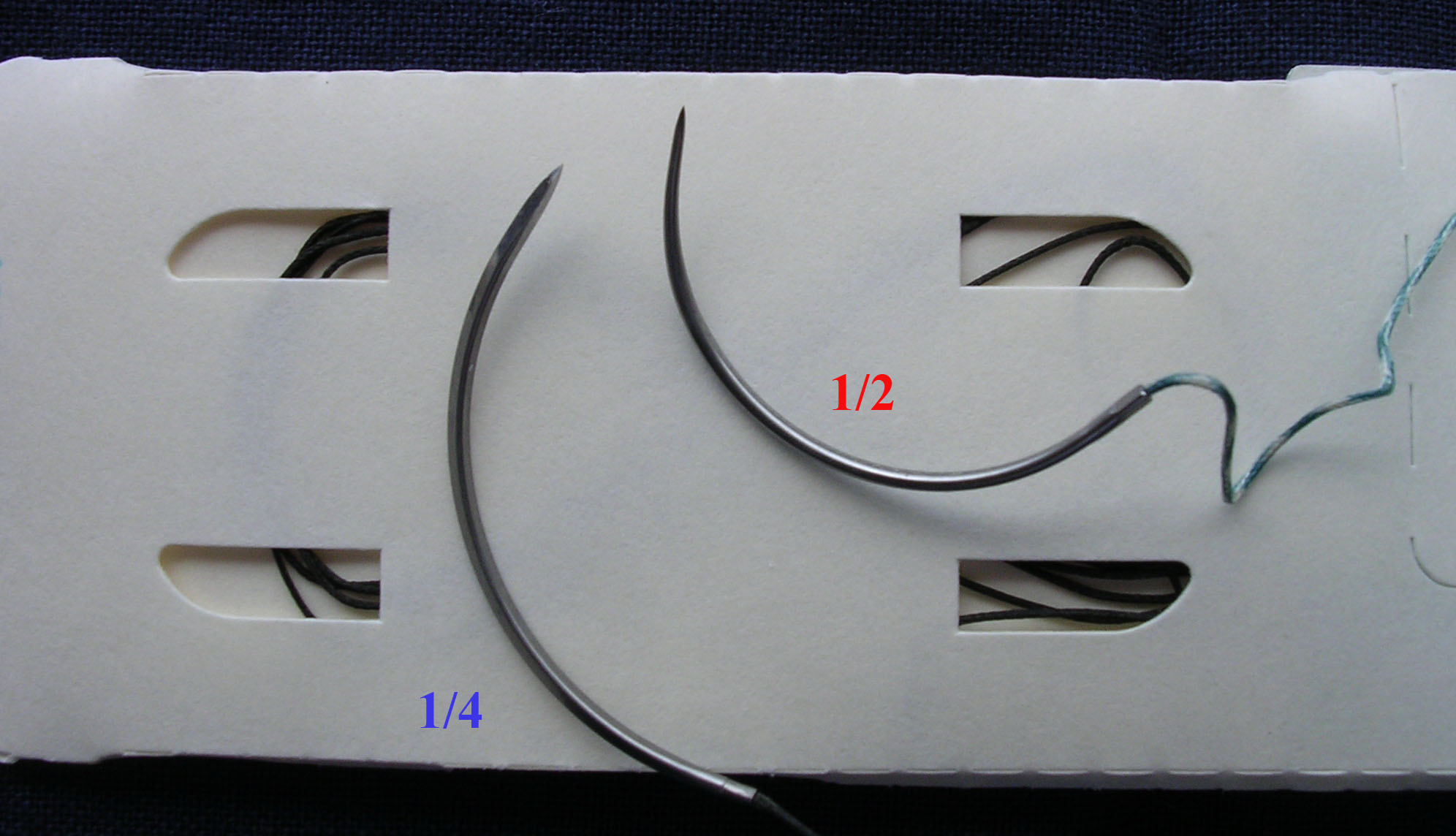
Aghi atraumatici di curvatura diversa con punta cilindrica e triangolare

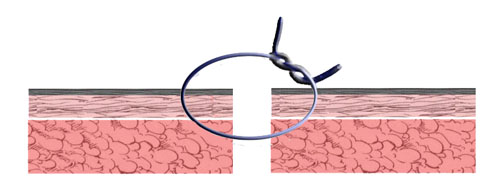
Punto di sutura

### Di origine animale
- Catgut semplice: viene ottenuto intrecciando sottili strisce di sottomucosa di intestino ovino o bovino, o di sierosa  bovina o ovina. Le strisce vengono tagliate e ritorte con macchine automatiche, poi vengono immerse in soluzioni alcaline e acqua ossigenata. Ottenuti i fili, si esegue un lavaggio, l'essiccamento e la calibrazione. Infine, si esegue la sgrossatura e sterilizzazione. Discretamente tollerato, viene conservato in alcool a 90° e riassorbito dal corpo per disgregazione (che comincia dopo circa otto giorni e dura fino al ventesimo giorno). Garantisce un'ottima maneggevolezza mentre la tenuta del nodo è appena sufficiente. È stato molto impiegato nella chirurgia gastro-intestinale fino alla fine del XX secolo.
- Catgut cromico: il catgut trattato con sali di cromo (da cui il nome) diventa più resistente alla trazione, meno irritante, più duraturo (il riassorbimento del filo comincia dopo una quindicina di giorni e termina dopo circa 40 giorni). Anche questo tipo di filo non viene più impiegato.
- Collageno: ottenuto dai tendini flessori bovini, ha le stesse proprietà del catgut. Per rendere il calibro uniforme può essere rivestito di una guaina di silicone.

### Sintetici
- Poliestere: questo materiale permette la realizzazione di monofilamenti o multifilamenti intrecciati. Questi ultimi possono essere ricoperti o meno da una guaina. I fili hanno un'ottima tollerabilità biologica e il processo di riassorbimento per idrolisi comincia dopo 10 - 15 giorni, per completarsi in 90 (Dexon) o 180 (Pds) giorni. Sono molto resistenti e garantiscono un'ottima tenuta del nodo. Tra i diversi tipi di filo in commercio ricordiamo alcuni di quelli più usati:
  - Polidiossanone (PDSII): è un monofilamento riassorbito per idrolisi ed ottimamente tollerato.
  - Acido poliglicolico (Dexon, non rivestito, o Dexon II, rivestito con policaprolattone-co-glicolide). Ha le stesse caratteristiche del precedente.
  - Poliglactyn 910 (Vicryl):  l'acido poliglicolico viene fatto liquefare e passare attraverso una filiera per formare filamenti che verranno poi intrecciati, formando un multifilamento. Viene molto usato nella chirurgia addominale. È rivestito di polyglactin 370 per renderlo più scorrevole e migliorare la tenuta del nodo. Il riassorbimento non avviene, come per gli altri fili, per via enzimatica, ma per idrolisi. Questa fase comincia dopo la prima settimana e termina dopo 60-90 giorni. Esiste una versione ricoperta con antisettico per ridurre la capacità di ospitare batteri (Vicryl Plus).
  - Poliglecaprone 25 (Monocryl): è un monofilamento usato in particolare nelle suture intradermiche. Presenta una ridotta capillarità e adesione batterica.
  - Maxonon (maxolone): è un monofilamento dotato di resistenza tessile e scorrevolezza, riassorbibile in 160 giorni circa.

## Fili non assorbibili

### Di origine animale
- Seta: polifilamento intrecciato o ritorto, è molto irritante per i tessuti. Per migliorarne la scorrevolezza e rendere uniforme il calibro è trattato con cera o silicone, che però rendono poco sicura la tenuta del nodo. È robusto, maneggevole e poco elastico, ed è stato uno dei fili più usati in passato.

### Di origine vegetale
- Lino: le fibre si ottengono dallo stelo per macerazione della pianta eliminando i frammenti legnosi e procedendo alla pettinatura e filatura. Robusto, maneggevole e scarsamente elastico, garantisce un'ottima tenuta del nodo ma è il filo maggiormente irritante in quanto la cellulosa non è ben tollerata. Per questo motivo è stato abbandonato.
- Cotone: è molto irritante, poco resistente, ma con una buona tenuta del nodo. Non viene più impiegato.

### Sintetici
- Poliammidi (Nylon): usato come monofilamento, o a fili intrecciati e ricoperto da una guaina, è robusto, scorrevole e ben tollerato. La sua rigidità e la memoria che conserva indeboliscono la capacità di tenuta del nodo, e lo rendono poco maneggevole.
- Poliestere (Novafil): monofilamento piuttosto elastico, offre una buona tollerabilità biologica.
- Polipropilene (Prolene): monofilamento elastico senza effetto memoria, garantisce una buona tenuta del nodo ed una scarsa capillarità; è ben tollerato perché inerte. Lo si usa per fissare le reti (in polipropilene) impiegate nella chirurgia erniaria.

### Di origine minerale
- Acciaio: impiegato come monofilamento o ritorto, è il filo meno irritante per i tessuti. La poca duttilità, la memoria e la scarsa tenuta dei nodi ne limitano però l'uso.

## Lunghezza e calibro dei fili
I fili, della lunghezza di circa 50 cm (dai 30 ai 90 cm), sono disponibili in confezioni sterili sigillate.

Il loro calibro è variabile e per il passato veniva indicato con il sistema in uso nella farmacopea americana (USP) che prevedeva una numerazione convenzionale: 
- per i fili assorbibili naturali: da 4, calibro massimo, a 7/0 (sette/zero), calibro più piccolo.
- per i fili non assorbibili e per quelli sintetici: da 6, calibro massimo,  a 12/0 (dodici/zero), calibro minimo.

Oggi viene adoperato il sistema europeo che identifica i fili, indipendentemente dalla loro natura e caratteristica, con un'unica numerazione corrispondente al loro calibro espresso in decimi di millimetro.
- per i fili di ogni tipo: da 0.1 (calibro minimo) a 8, (calibro massimo).

Per esemplificare:
- un filo 0.1 corrisponde ad un diametro di 0.010-0.029 mm (nella farmacopea americana equivaleva a un filo 11/0 non assorbibile o sintetico).
- un filo 1.5 corrisponde ad un diametro 0.15-0.19 mm (nella farmacopea americana corrispondeva a un filo 5/0 assorbibile naturale, o 4/0 assorbibile sintetico o non riassorbibile).
- un filo 8 corrisponde ad un diametro 0.80-0.89 mm (nella farmacopea americana corrispondeva a un 4 assorbibile naturale).

## Criteri di scelta
Ogni intervento chirurgico può prevedere tecniche, spesso anche diverse tra loro, che richiedono fili con caratteristiche specifiche. Poiché non esiste un filo ideale che possa rispondere a tutte le esigenze il chirurgo sceglie di volta in volta tra i molti materiali a disposizione. Nelle anastomosi intestinali, ad esempio, vengono usati fili assorbibili per gli strati interni e non assorbibili o a lento assorbimento per quelli esterni.

Più in generale sui criteri di scelta, qualche volta dettati da indirizzi di scuola o personali, valgono:
- l'inerzia biologica del materiale. Per questo motivo sono utilizzati meno frequentemente i fili di seta (ancora idonei per le mucose orali) o abbandonati quelli di lino che, pur essendo molto duttili, hanno una superficie microruvida che facilita la formazione di un film batterico. Il nylon e l'acciaio, ideali sotto questo aspetto, hanno scarso utilizzo perché poco maneggevoli.
Le leghe metalliche vengono invece molto impiegate in chirurgie specifiche come quella ortopedica (fili e viti) o laparoscopica (clips) o per la sutura di tessuti particolari come la cute (agrafes).
- la maneggevolezza e la tenuta del nodo. Il catgut molto apprezzato sotto questo aspetto, è stato adoperato per il passato come il lino e la seta per essere poi soppiantato dai fili sintetici.
- la scorrevolezza e l'assenza di capillarità. I fili di origine naturale sono di calibro irregolare, poco scorrevoli e quando intrecciati o ritorti presentano porosità in cui filtrano i liquidi biologici imbibendoli e rendendoli terreno ideale per la proliferazione dei germi patogeni. Ulteriore motivo per essere abbandonati a favore dei fili sintetici.

Senza dubbio i fili sintetici, monofilamenti o polifilamenti rivestiti, sono quelli che meglio rispondono alle esigenze della maggior parte delle chirurgie specialistiche. Costituisce un inconveniente di questi fili la memoria e la scarsa tenuta del nodo di fissaggio tanto da richiederne,  in alcuni casi, anche cinque.